# 政策空間
政策空間（せいさくくうかん、Policy Space）は、日本の研究機関。政策に関連する分析・提言などを専門に行っている。

## 概要
政策に関連する種々の学術研究発表の場として、2003年に設立された学術専門研究機関。

## 発行学術雑誌
同名の学術雑誌を発行している。創刊51号をもって休刊となっていたが、2008年12月（第52号）より復刊。毎月10日前後に発行（ただし、1月と8月は休刊月）。配布は電子媒体（電子ジャーナル・オンライン版）のみ。